# Clyde Kull

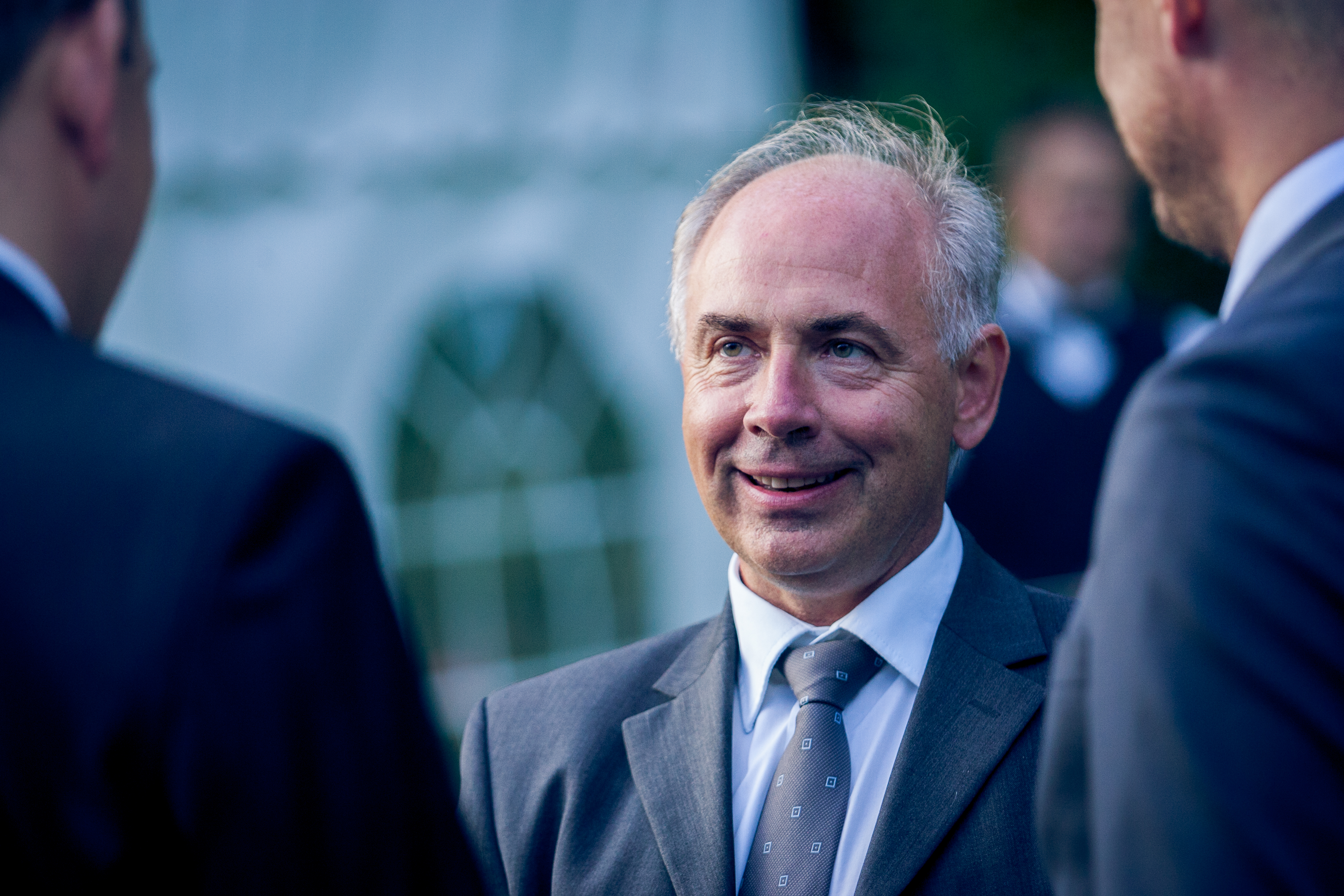
Clyde Kull (2012)

Clyde Kull [klaɪd kul] (* 2. März 1959 in Võru) ist ein ehemaliger estnischer Diplomat und heutiger Lobbyist. Er war von 2004 bis 2008 Botschafter der Republik Estland in Deutschland.

## Frühe Jahre
Clyde Kull legte 1977 sein Abitur in Tallinn ab. Anschließend studierte er bis 1985 an der Staatlichen Universität Moskau internationale Beziehungen. 1987 erwarb er dort den Doktortitel. Von 1985 bis 1991 arbeitete Clyde Kull als Referent für die nordischen Länder in der Abteilung für internationale Beziehungen der sowjetischen „Ratsvereinigung aller Gewerkschaften“.

## Diplomatie
Mit Wiedererlangung der staatlichen Unabhängigkeit Estlands trat Kull in den diplomatischen Dienst seines Landes ein. Er gehörte zu den ersten 5–6 Diplomaten, die in den jungen estnischen Auslandsdienst eintraten. 1990/91 war er Berater der estnischen Delegation bei den Verhandlungen mit der Sowjetunion im Bereich Militär und Sicherheitspolitik. 1991/92 war Kull in der Politischen Abteilung des estnischen Außenministeriums in Tallinn tätig. Im selben Zeitraum wurde er zum estnischen Vertreter bei der KSZE in Wien ernannt.
Von 1992 bis 1996 war Clyde Kull estnischer Botschafter in Brüssel (zuständig für Belgien, die Niederlande und Luxemburg sowie estnischer Botschafter bei der NATO). Von 1992 bis 1997 war er außerdem estnischer Botschafter bei der Europäischen Union. 1998/99 war Kull stellvertretender Staatssekretär (estnisch asekantsler) im estnischen Außenministerium, zuständig für Außenwirtschaftspolitik und Konsularfragen.
Von 2000 bis 2004 übernahm Kull das Amt des estnischen Botschafters bei den Vereinten Nationen in Genf. Von 2002 bis 2004 war er außerdem Vorsitzender der UN-Wirtschaftskommission für Europa. Von 2004 bis 2008 war Kull estnischer Botschafter in Deutschland. Von 2008 bis 2010 war er Leiter der Politischen Abteilung und anschließend Unterstaatssekretär für Außenpolitik im estnischen Außenministerium in Tallinn.
Von 2011 bis 2019 war er Botschafter und stellvertretender Ständiger Vertreter Estlands in Brüssel, zuständig für den AStV 1. 2017 leitete Kull die estnische EU-Ratspräsidentschaft und trug zur Verabschiedung der grundlegenden Klima-, Energie- und Digitalgesetzgebung bei.
Von 2019 bis 2021 war Kull Botschafter in Frankreich und gleichzeitig Ständiger Vertreter bei der OECD und der UNESCO.
Gegenwärtig (Stand: 2023) ist Kull als Seniorberater und privater Berater tätig.

## Privatleben
Clyde Kull ist mit Olga Kull verheiratet und hat zwei Kinder.

## Ehrungen
Er wurde mit dem estnischen Staatsorden der Klassen Riigivapi V und Riigivapi III ausgezeichnet.

## Belege
1. ↑  About the Embassy Building – Brussels. Abgerufen am 13. Juli 2023.
2. ↑  100 Jahre diplomatische Beziehungen zwischen Estland und Deutschland – Berlin. Abgerufen am 13. Juli 2023.
3. ↑  Berlin: Baltisches in Grunewald. In: Der Tagesspiegel Online. ISSN 1865-2263 (tagesspiegel.de [abgerufen am 13. Juli 2023]).
4. ↑  Anette Parksepp | ERR: Intervjuu: Clyde Kull lahendab öösiti magamise asemel Euroopa tülisid. 1. Dezember 2017, abgerufen am 13. Juli 2023 (estnisch).
5. ↑  Estonia’s new ambassador to UNESCO presented his credentials – Estonia in OECD. Abgerufen am 13. Juli 2023.
6. ↑  Clyde Kull. 25. Januar 2023, abgerufen am 13. Juli 2023 (englisch).

| Personendaten    | Personendaten       |
| ---------------- | ------------------- |
| NAME             | Kull, Clyde         |
| KURZBESCHREIBUNG | estnischer Diplomat |
| GEBURTSDATUM     | 2. März 1959        |
| GEBURTSORT       | Võru                |